# ميجيلون (لاعب كرة قدم)
ميجيلون (بالإسبانية: Miguel Juan Llambrich) هو لاعب كرة قدم إسباني في مركز ظهير ‏، ولد في 18 يناير 1996 في بنيدورم في إسبانيا. لعب مع إسبانيول وريال أوفييدو ونادي فياريال ونادي هويسكا.

## وصلات خارجية
- ميجيلون (لاعب كرة قدم) على موقع قاعدة بيانات كرة القدم.إي يو (الإنجليزية)
- ميجيلون (لاعب كرة قدم) على موقع Soccerway.com (الإنجليزية)
- ميجيلون (لاعب كرة قدم) على موقع عالم كرة القدم.نت (الإنجليزية)
- ميجيلون (لاعب كرة قدم) على موقع AS.com (الإسبانية)